# Balham, England
Balham är en ort i Storbritannien. Den är belägen i grevskapet Greater London och riksdelen England, i den södra delen av landet, i huvudstaden London. Balham är beläget 27 meter över havet och antalet invånare är 14 751.
Terrängen runt Balham är platt. Runt Balham är det mycket tätbefolkat, med 3 895 invånare per kvadratkilometer. Närmaste större samhälle är City of London, 8,0 km norr om Balham. Runt Balham är det i huvudsak tätbebyggt.